# Eugeniusz I (biskup Bizancjum)
Eugeniusz I – biskup Bizancjum w latach 237–242. 